# Chuyến bay 204 của China Airlines
Chuyến bay 204 của China Airlines (CI204/CAL204) là một chiếc Boeing 737-200 đã đâm vào một ngọn núi sau khi cất cánh từ Sân bay Hoa Liên, Đài Loan vào ngày 26 tháng 10 năm 1989. Vụ tai nạn đã giết chết tất cả 54 hành khách và phi hành đoàn trên máy bay.

## Máy bay
Chiếc máy bay này là một chiếc Boeing 737-209, đăng ký B-180, bay lần đầu vào ngày 3 tháng 12 năm 1986 và được giao cho China Airlines hai tuần sau đó.

## Tai nạn
Chuyến bay 204 rời Sân bay Hoa Liên trên một chuyến bay nội địa ngắn đến Sân bay Quốc tế Tưởng Giới Thạch (nay là Sân bay quốc tế Đào Viên) trên đảo Đài Loan với 47 hành khách và 7 thành viên phi hành đoàn trên máy bay. Mười phút sau khi cất cánh, máy bay va chạm với một ngọn núi trong dãy Chiashan ở độ cao khoảng 2.100 mét (6.900 ft), cách sân bay 5,5 km (3,4 mi) về phía bắc. Tất cả 54 hành khách và thành viên phi hành đoàn đều thiệt mạng.

## Nguyên nhân
Nguyên nhân chính của vụ tai nạn được xác định là do lỗi của phi công, vì phi công có kinh nghiệm (15 năm làm việc cho China Airlines) và một phi công phụ mới vào nghề đã khởi hành sai đường băng, một lỗi do nhân viên kiểm soát mặt đất không phát hiện ra lỗi. Sau đó, máy bay thực hiện quy trình lấy độ cao cho đúng đường băng, và kết quả là máy bay rẽ trái về phía núi thay vì rẽ phải về phía biển.